# گاووژتسه
گاووژتسه (به لهستانی:  Gaworzyce) یک روستا در لهستان است که در گمینا گاووژتسه واقع شده‌است. گاووژتسه ۱٬۵۰۰ نفر جمعیت دارد.